# Quận Uvalde, Texas
Quận Uvalde (tiếng Anh: Uvalde County) là một quận trong tiểu bang Texas, Hoa Kỳ. Quận lỵ đóng ở thành phố Uvalde. Theo kết quả điều tra dân số năm  2000 của Cục điều tra dân số Hoa Kỳ, quận có dân số 25.926 người. Quận được đặt tên theo Juan de Ugalde, thống đốc người Tây Ban Nha của Coahuila. 

## Thông tin nhân khẩu
Theo điều tra dân số 2 năm 2000, đã có 25.926 người, 8.559 hộ, và 6.641 gia đình sống trong quận. Mật độ dân số là 17 người cho mỗi dặm vuông (6/km ²). Có 10.166 đơn vị nhà ở với mật độ trung bình là 6 mỗi dặm vuông (3/km ²). Thành phần chủng tộc của quận gồm 75,68% người da trắng, 0,36% da đen hay Mỹ gốc Phi, 0,68% người Mỹ bản xứ, 0,39% người châu Á, 0,08% người đảo Thái Bình Dương, 19,65% từ các chủng tộc khác, và 3,16% từ hai hoặc nhiều chủng tộc. 65,91% dân số là người Hispanic hay Latino thuộc chủng tộc nào.
Có 8.559 hộ, trong đó 40,2% có trẻ em dưới 18 tuổi sống chung với họ, 59,4% là đôi vợ chồng sống với nhau, 13,7% có chủ hộ là nữ không có mặt chồng, và 22,4% đã không có gia đình. 19,9% các hộ gia đình đã được tạo thành từ các cá nhân và 9,8% có người sống một mình 65 tuổi trở lên đã được người. Bình quân mỗi hộ là 2,96 và cỡ gia đình trung bình là 3,42.
Trong quận, độ tuổi dân củ với 31,4% ở độ tuổi dưới 18, 9,80% 18-24, 25,3% 25-44, 20% 45-64, và 13,6% người từ 65 tuổi trở lên. Tuổi trung bình là 32 năm. Cứ mỗi 100 nữ có 95,00 nam giới. Cứ mỗi 100 nữ 18 tuổi trở lên, đã có 90,70 nam giới.
Thu nhập trung bình cho một hộ gia đình trong quận đã được $ 27.164, và thu nhập trung bình cho một gia đình là $ 30,671. Nam giới có thu nhập trung bình $ 25.135 so với 16.486 $ cho phái nữ. Thu nhập trên đầu cho các quận được $ 12,557. Giới 19,90% gia đình và 24,3% dân số sống dưới mức nghèo khổ, bao gồm 33,9% những người dưới 18 tuổi và 18,6% có độ tuổi từ 65 trở lên.